# Angerville-l'Orcher
Angerville-l'Orcher är en kommun i departementet Seine-Maritime i regionen Normandie i norra Frankrike. Kommunen ligger i kantonen Criquetot-l'Esneval som tillhör arrondissementet Le Havre. År 2022 hade Angerville-l'Orcher 1 398 invånare.

## Befolkningsutveckling
Antalet invånare i kommunen Angerville-l'Orcher
| Referens: INSEE |